# Urotheca fulviceps
Urotheca fulviceps — вид змій родини полозових (Colubridae). Мешкає в Центральній і Південній Америці.

## Поширення і екологія
Urotheca fulviceps мешкають в низовинах від тихоокеанських схилів південної Коста-Рики через Панаму і північний захід Колумбії до північного заходу Венесуели і заходу Еквадору. Вони живуть в лісовій підстилці у вологих і сухих рівнинних тропічних лісах. В Центральній Америці зустрічаються на висоті від 20 до 525 м над рівнем моря, в західній Колумбії на висоті до 1000 м над рівнем моря, в горах Сьєрра-де-Періха у Венесуелі спостерігалися на висоті 270 і 700 м над рівнем моря. Активні вдень і рано ввечері.